# Setouchmax
Setouchmax ist eine Größenangabe für Schiffe. Sie bezeichnet die maximal mögliche Schiffsgröße, mit der noch alle relevanten Häfen des japanischen Seto-Binnenmeeres mit seiner Vielzahl an Erz- und Kohleverladestellen erreichbar sind. Schiffe dieser Bauart sind bis knapp unter 300 m lang und haben bei einem maximalen Tiefgang von 16,1 m eine Tragfähigkeit von etwa 205.000 Tonnen. Sie gehören somit zur Hauptkategorie Capesize der Massengutfrachter.